# Liste der Monuments historiques in Raillicourt
Die Liste der Monuments historiques in Raillicourt führt die Monuments historiques in der französischen Gemeinde Raillicourt auf.

## Liste der Immobilien
| Bezeichnung      | Beschreibung            | Standort               | Kennzeichnung | Schutzstatus | Datum | Bild           |
| ---------------- | ----------------------- | ---------------------- | ------------- | ------------ | ----- | -------------- |
| Kirche St-Martin | aus dem 13. Jahrhundert | Rue de l’Église (Lage) | PA00078483    | Inscrit      | 1930  | weitere Bilder |

## Liste der Objekte
| Bezeichnung                | Beschreibung                          | Standort                       | Kennzeichnung | Schutzstatus | Datum | Bild |
| -------------------------- | ------------------------------------- | ------------------------------ | ------------- | ------------ | ----- | ---- |
| Skulptur Heiliger Hubertus | Holz, farbig gefasst, 18. Jahrhundert | in der Kirche St-Martin (Lage) | PM08000408    | Classé       | 1963  |      |